# Masazır
Masazır (tidigare ryska: Масазыр: Masazyr) är en ort i Azerbajdzjan.   Den ligger i distriktet Apsjeron, i den östra delen av landet, 16 km nordväst om huvudstaden Baku. Masazır ligger 50 meter över havet och antalet invånare är 3 247. Den ligger vid Masazır-sjön.
Terrängen runt Masazır är platt åt nordost, men åt sydväst är den kuperad. Runt Masazır är det tätbefolkat, med 982 invånare per kvadratkilometer.. Närmaste större samhälle är Baku, 16,2 km sydost om Masazır. 
Omgivningarna runt Masazır är i huvudsak ett öppet busklandskap.